# Mazuma Mobile Stadium
Das Mazuma Mobile Stadium ist ein Fußballstadion in der englischen Stadt Morecambe, Grafschaft Lancashire, Vereinigtes Königreich. Der Fußballverein FC Morecambe empfängt hier seit der Eröffnung seine Gegner. Es ersetzte die 1921 eröffnete Spielstätte Christie Park. Das Stadion besitzt 6476 Zuschauerplätze; davon sind 2173 Sitzplätze. Der erste Sponsorenname geht auf das ausführende Bauunternehmen Globe Construction zurück. 2020 schloss der Verein mit Mazuma Mobile, das Unternehmen kauft und verkauft gebrauchte Mobiltelefone, Tablets, Smartwatches, Laptops und Spielekonsolen, einen Sponsoringvertrag über drei Jahre ab und das Stadion hieß Mazuma Stadium. Im Juni 2023 wurde der Vertrag erneuert. Ein Teil der neuen Vereinbarung ist die Umbenennung in Mazuma Mobile Stadium. Über die Länge des Vertrags wurden keine Angaben gemacht.

## Geschichte
Die Arbeiten für den Bau begannen am 9. Mai 2009 mit den Erdarbeiten. Anfang August 2010 war der Großteil der Bauarbeiten erledigt und letzte Innenausbauten wurden verrichtet. Das erste Fußballspiel im Stadion bestritten am 10. August 2011 vor 4002 Zuschauern der FC Morecambe und Coventry City. Das Spiel der ersten Runde des League Cup endete mit dem 2:0-Sieg der Gastgeber.
Die überdachte Haupttribüne Peter McGuigan Stand im Süden ist nach dem Vereinsvorsitzenden des FC Morecambe benannt. Sie ist die einzige der Tribünen mit Sitzplätzen; die drei weiteren Ränge sind reine Stehplatzränge. Am Ostende der Haupttribüne ist auch ein Sitzplatz-Block für Besucher der gegnerischen Mannschaft eingerichtet. Der Omega Holidays Stand ist die größere der beiden Hintertortribünen und ist nach einem Reiseveranstalter aus der Region benannt. Sie hat die größte Zuschauerkapazität mit 2234 Plätzen und steht für die Heimfans bereit. Die Gästefans sind auf dem überdachten Bay Radio Stand beheimatet, der den Namen eines Radiosenders trägt. Der ungedeckte Gegenrang Open Terrace besteht aus einer schmalen, sechsstufigen Stehplatztraverse; die in der Mitte geteilt ist.
Das Stadion ist mit modernen Einrichtungen ausgestattet. In der Haupttribüne liegen in der ersten Etage u. a. die Umkleidekabinen, medizinische Räume, ein Fitnessstudio, Büros, eine Bar, ein Fanshop und der Empfangsbereich. Auf der zweiten Etage befinden sich Konferenz- und Veranstaltungsräume für bis zu 200 Personen. Dort werden u. a. Konferenzen, Familienfeiern, Schulbälle bis hin zu Hochzeiten inklusive Catering ausgerichtet. In der dritten Etage liegen die Privat-Logen.

## Besucherrekord und Zuschauerschnitt
Der Rekordbesuch stammt vom 24. August 2010, als der FC Morecambe und der FC Burnley (1:3) aufeinander trafen. Die Begegnung der zweiten Runde des League Cup lockte 5003 Zuschauer in das Stadion.
- 2015/16: 1572 (Football League Two)
- 2016/17: 1704 (EFL League Two)
- 2017/18: 1492 (EFL League Two)
- 2018/19: 3134 (EFL League Two)
- 2019/20: 2264 (EFL League Two)

## Tribünen
- Peter McGuigan Stand – Haupttribüne, Süd, 2173 Sitzplätze
- Open Terrace – Gegentribüne, Nord, 606 Stehplätze
- Bay Radio Stand – Hintertortribüne, Ost, 1389 Stehplätze
- Omega Holidays Stand – Hintertortribüne, West, 2234 Stehplätze

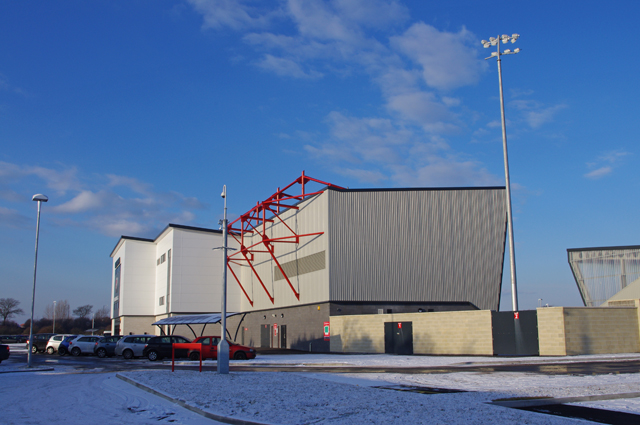
Peter McGuigan Stand
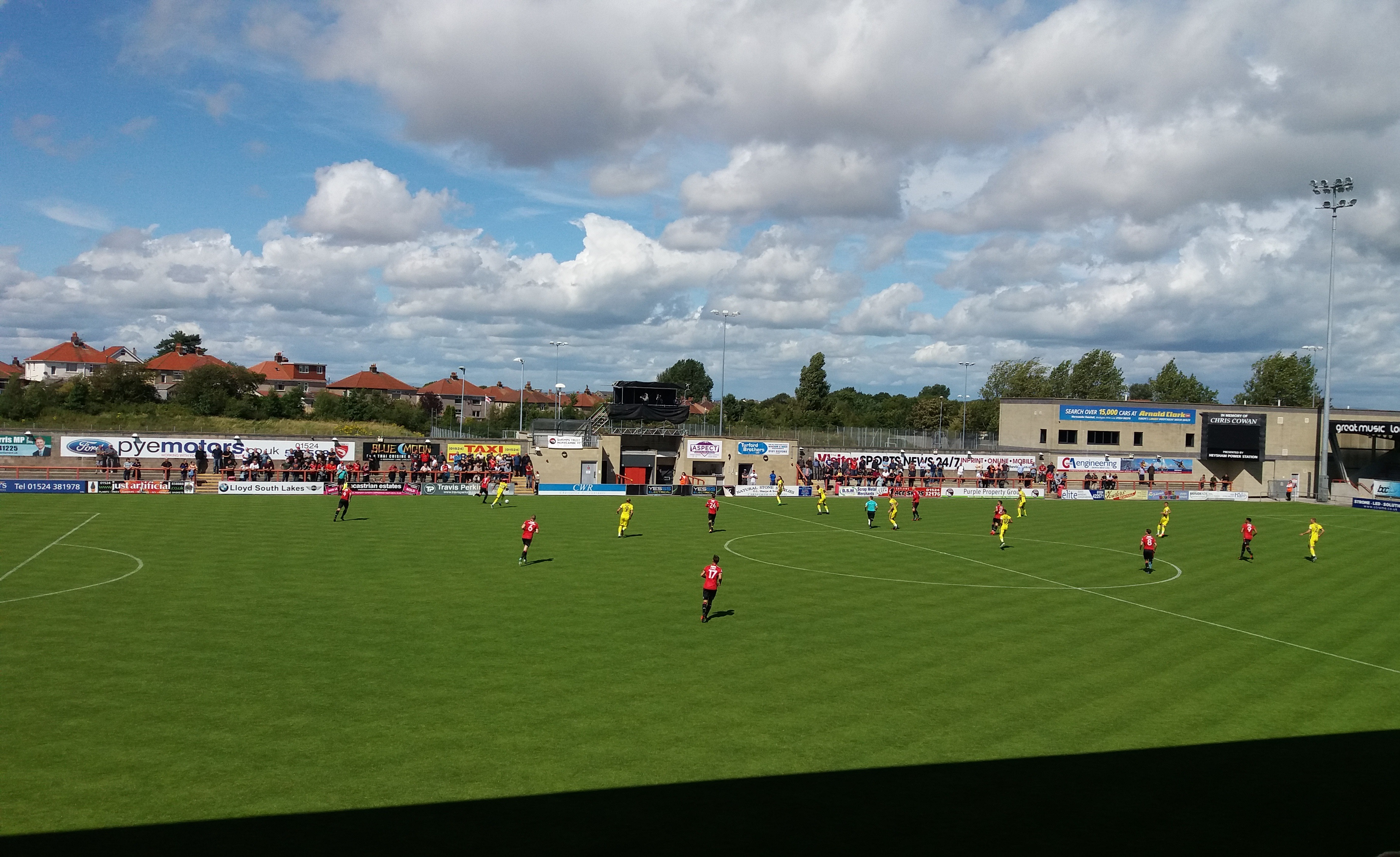
Open Terrace
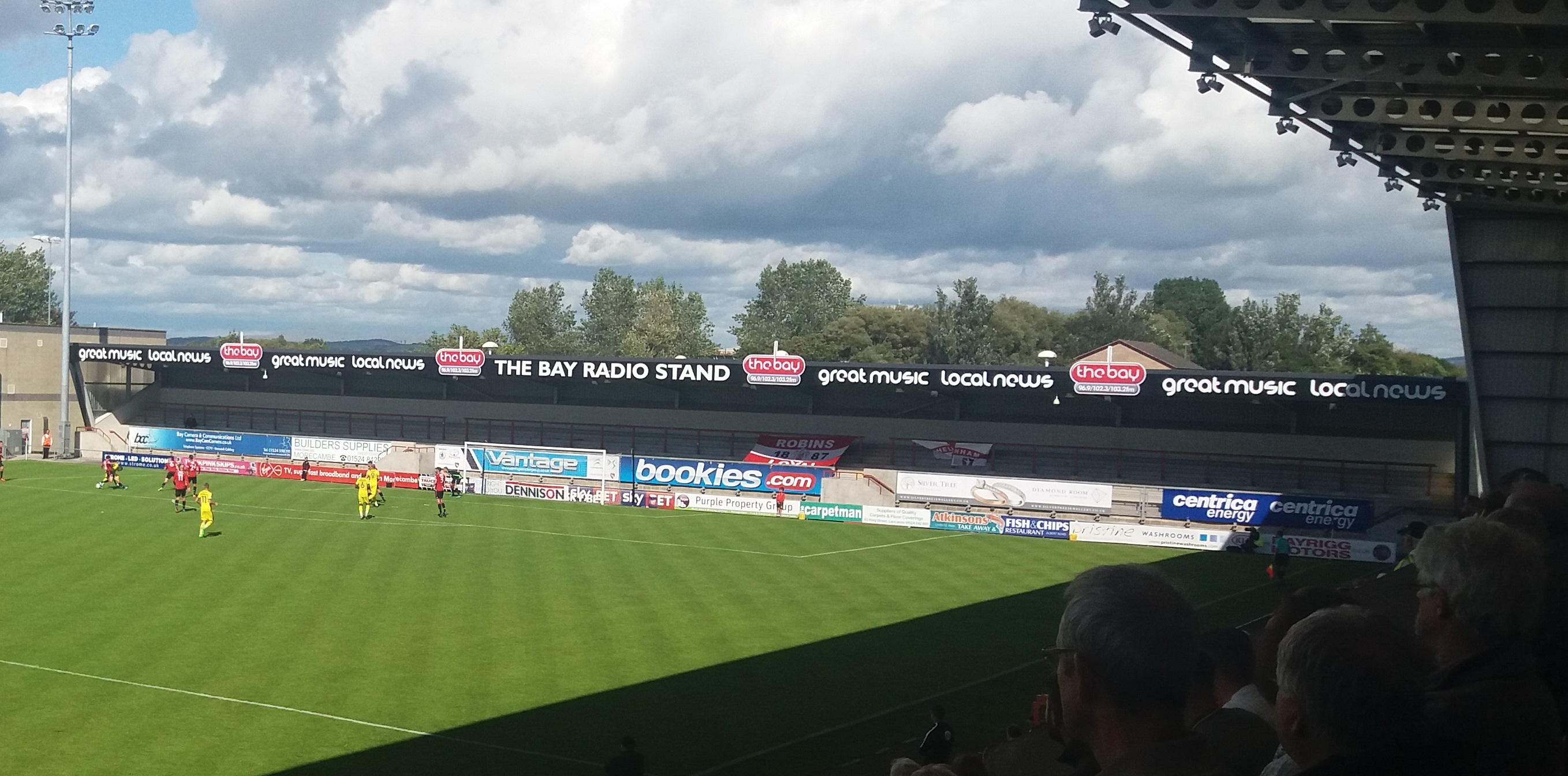
Bay Radio Stand
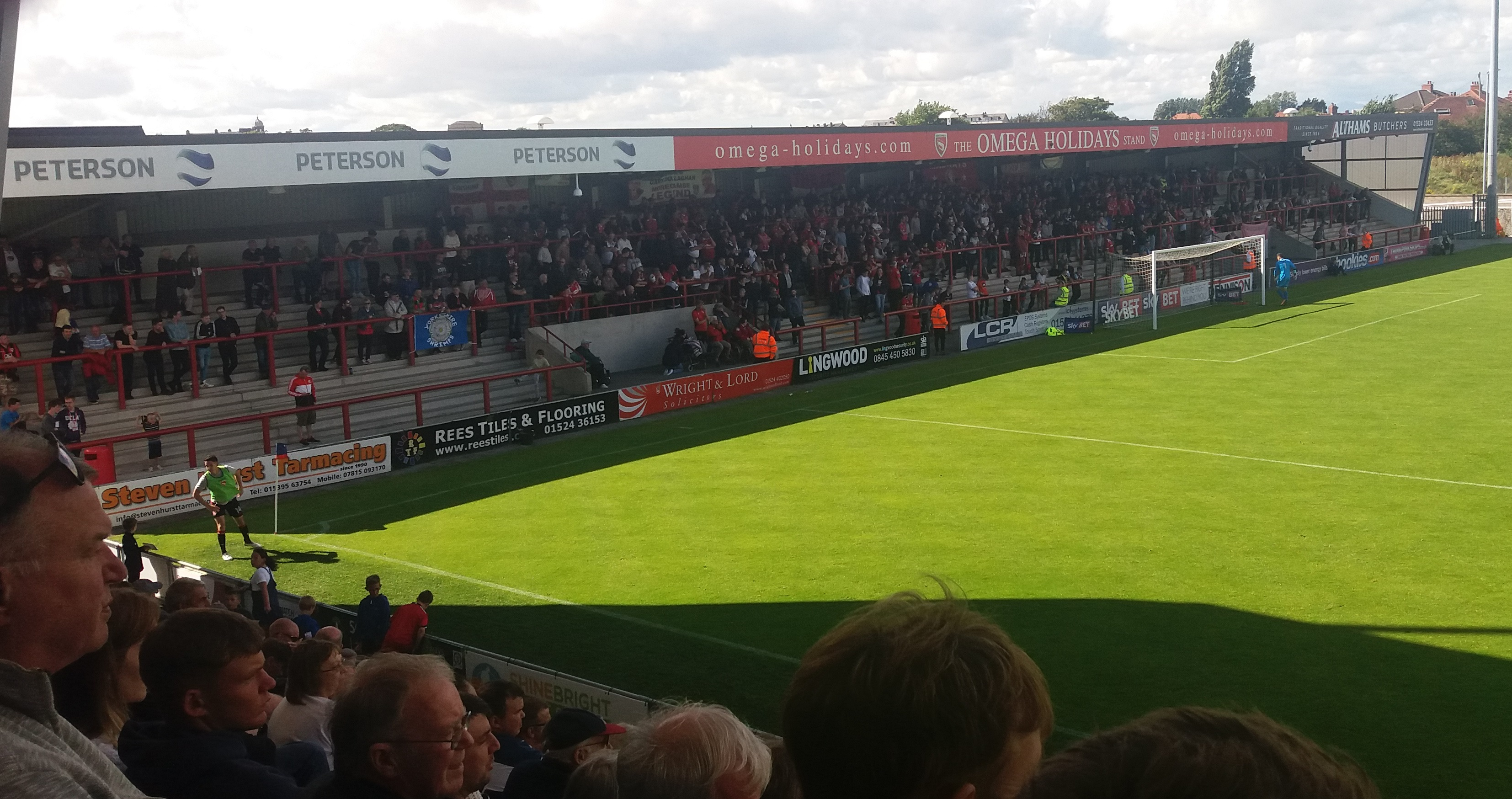
Omega Holidays Stand